# Rozziew
Rozziew (hiatus, hiat) – sąsiedztwo dwóch samogłosek bądź wewnątrz wyrazu (na przykład boa, moa – tak zwany hiatus wewnętrzny), bądź też na styku dwóch wyrazów (hiatus zewnętrzny). W wielu językach istnieje tendencja do unikania rozziewu, może być ona realizowana przez:
- epentezę, najczęściej półsamogłoski, na przykład nienormatywna wymowa kakało zamiast kakao
- zanik sylabiczności poprzez przekształcenie samogłoski w półsamogłoskę, na przykład: dojdę = do + idę
- zanik jednej z samogłosek (elizja), na przykład: zaglądać = za + oglądać
- zlanie się dwóch samogłosek w jedną samogłoskę (synereza) lub w dyftong, na przykład: doglądać = do + oglądać

Szczególnie wyraźne unikanie rozziewu (poprzez elizję) występowało w poezji łacińskiej. Również w klasycznym (a także poniekąd wcześniejszym) sanskrycie widoczne są bardzo wyraźne tendencje do unikania rozziewu (z wyjątkiem niektórych konkretnych przypadków), czemu poświęcona jest spora część ściśle określonych reguł sandhi.